# RTP1

RTP1

«RTP1» — португальський телеканал, перший канал португальської громадської телерадіомовної корпорації «Rádio e Televisão de Portugal» («РТП»).
Був першим телеканалом країни. Мовлення почав 7 березня 1957 року, тоді називався просто «RTP».
Є універсальним каналом (або «загального профілю»), тобто призначений для найширшої аудиторії, транслює програми різних жанрів: від новин до спорту і розважальних передач.